# Isabelle Pasquier-Eichenberger
Pour les articles homonymes, voir Pasquier.
Isabelle Pasquier-Eichenberger, née le 17 mars 1973 à Chêne-Bougeries (originaire du Pâquier, de Fahrwangen et de Genève), est une géographe et femme politique suisse, membre des Verts. Elle est députée du canton de Genève au Conseil national de décembre 2019 à décembre 2023.

## Biographie
Isabelle Pasquier naît le 17 mars 1973 à Chêne-Bougeries. Elle est originaire du Pâquier (FR), de Fahrwangen (AG) et de Genève.
Après une maturité de type C (scientifique) au Collège Claparède en 1992, elle obtient une licence en géographie à l’Université de Genève en 1997. Elle décroche plus tard un diplôme en écologie et sciences de l’environnement à l’Université de Neuchâtel en 2002 et un diplôme en administration publique à l’Université de Genève en 2008.
Elle travaille de 1995 à 2005 pour la Fédération romande des consommateurs (FRC) à Lausanne, où elle est responsable des dossiers de l'agriculture, de l'environnement et de l'énergie, puis de 2006 à 2013 pour l'Association suisse pour le développement de l'agriculture et de l'espace rural à Lausanne et Berne en tant qu'adjointe de direction et collaboratrice scientifique. Après un nouveau mandat auprès de la FRC en 2013 en tant que responsable des nanotechnologies et des perturbateurs endocriniens, elle devient coordinatrice pour la Suisse romande de l’initiative des Alpes jusqu'en 2020.
Elle est nommée adjointe à la direction de l’Office cantonal genevois de l’agriculture, placé sous la direction du conseiller d'État vert Antonio Hodgers, à la fin juin 2024.
Divorcée et mère de deux enfants, elle vit à Carouge.

## Parcours politique
Élue au Grand Conseil de Genève pour la législature 2018-2023, elle y siège du 15 mai 2018 au 21 novembre 2019. Elle est membre de la commission de l'environnement et de l'agriculture et préside la commission de l'économie.
Candidate au Conseil national lors des élections fédérales de 2019, elle n'est initialement pas élue, arrivant avec 19 287 voix en cinquième position sur la liste des Verts, qui ne décrochent que trois mandats. Lisa Mazzone, arrivée première avec 29 154 voix, étant par ailleurs élue au Conseil des États lors du deuxième tour le 10 novembre 2019 et Pierre Eckert, arrivé quatrième avec 19 671 voix, renonçant à la remplacer pour des raisons personnelles, Isabelle Pasquier accède finalement au Conseil national. Elle siège à la Commission de gestion (CdG) et à la Commission des transports et des télécommunications (CTT). Elle n'est pas réélue en 2023.
Elle est l'un des six vice-présidents des Verts de juin 2020 à avril 2024.